# Pablo García Pando
Pablo García Pando (Gijón, 1974) es un político y empresario español. 
En 1999, con 24 años, ganó las elecciones municipales en Caravia, siendo el alcalde más joven de Asturias y el primer alcalde socialista del concejo. Después de tres legislaturas en el cargo con mayoría absoluta, el 10 de enero de 2011 anunció públicamente que renunciaba a la reelección y dejaba la política activa.
Entre los proyectos realizados en su mandato destacan la Casa de la Cultura, el centro de mayores, el polígono industrial de Carrales, las infraestructuras de abastecimiento de agua o la mejora de los espacios públicos del municipio.
Actualmente es director general de Atanor Media, S.L., empresa de la que es cofundador.